# Louis Cazamian
Pour les articles homonymes, voir Cazamian.
Louis Cazamian, né le 2 avril 1877 à Saint-Denis de La Réunion et mort le 5 septembre 1965 à Saint-Haon-le-Châtel, est un critique littéraire français. Spécialiste de la littérature anglaise, il est l'auteur d'ouvrages en français et en anglais.

## Biographie
Louis Cazamian est le frère cadet d'André Cazamian, un futur poète. Élève au lycée Henri-IV, il est étudiant de l'École normale supérieure dès 1896  puis il est reçu premier à l'agrégation d'anglais en 1900. Il enseigne ensuite au lycée de Brest (1900-1901) et il est titulaire d'un doctorat ès lettres de la faculté des lettres de Paris en 1903. Il continue d'enseigner en lycées à Nevers en 1904 puis à Lyon de 1904 à 1907. Lors de cette période, il débute également une carrière universitaire en étant chargé de conférence complémentaire à la faculté des lettres de Lyon et il y est maître de conférences en 1908. En 1907-1908, il est aussi maître de conférences à la faculté des lettres de Bordeaux. À partir de 1908, il est nommé à la faculté des lettres de Paris, où il est d'abord maître de conférences de langue et littérature anglaise, puis professeur sans chaire en 1921, et enfin professeur de littérature et civilisation modernes de la Grande-Bretagne de 1925 à 1948. En 1942, il est transféré à la chaire de littérature américaine.
Il a été le directeur de la Revue anglo-américaine dès sa fondation en 1923. Il a également collaboré avec plusieurs revues, dont la Revue bleue, la Revue critique, la Revue de l'enseignement des langues vivantes, la Revue historique et la Revue de Paris.
Le 28 août 1908, il épouse Madeleine Clédat (1884-1979), avec laquelle il séjourne aux États-Unis à plusieurs reprises. Tous deux seront professeurs d'anglais à la Sorbonne.

## Distinctions
- Officier de la Légion d'honneur le 25 octobre 1939.

## Publications
- Le roman social en Angleterre, thèse, 1903.
- Kingsley et Thomas Cooper, thèse complémentaire, 1903.
- L'Angleterre moderne, son évolution, 1911.
- Études de psychologie littéraire, 1913.
- Carlyle, 1913.
- La Grande-Bretagne et la guerre, 1917.
- L'évolution psychologique et la littérature en Angleterre, 1920.
- Histoire de la Littérature anglaise, en collaboration avec Émile Legouis, Paris, Éditions Hachette, 1925, 1286 p.
- The development of English Humour, part I, 1930.
- La Grande-Bretagne, 1934.
- La poésie romantique anglaise, 1939.
- L'humour anglais, 1942.
- L'humour de Shakespeare, 1945.
- Symbolisme et poésie : l'exemple anglais, 1947.
- A history of French literature, 1955.